# Magnus Krog
Pour les articles homonymes, voir Krog.
Magnus Krog, né le 19 mars 1987 à Porsgrunn, est un coureur du combiné nordique norvégien.

## Carrière
Membre du club Høydalsmo IL, Krog fait ses débuts internationaux en 2005, puis aux Championnats du monde junior en 2007, où il prend la médaille de bronze à l'épreuve par équipes. Il démarre dans la Coupe du monde en 2008 à Trondheim. 
En 2011, il marque ses premiers points dans cette compétition à Lahti (18e). Krog est aussi arrivé deuxième du classement général de la Coupe continentale 2011.
À l'été 2011, il est troisième d'une manche du Grand Prix à Liberec, bon résultat que Krog confirme en obtenant la victoire lors de la première épreuve de la Coupe du monde 2011-2012 lors d'une Gundersen disputée à Kuusamo. Il prend donc la première place du classement provisoire de la Coupe du monde. Le lendemain, sixième de la deuxième épreuve de Kuusamo, il est dépassé par le vainqueur du jour Tino Edelmann au classement de la coupe du monde. Krog est alors deuxième à égalité avec le Japonais Akito Watabe.
Aux Jeux olympiques de Sotchi 2014, sur l'épreuve du Gundersen petit tremplin, Magnus Krog décroche la médaille de bronze derrière l'Allemand Eric Frenzel et le Japonais Akito Watabe. Sur l'épreuve par équipes, il contribue au sacre de son équipe avec Klementsen, Moan et Graabak.
Le 6 décembre 2015, il remporte à Lillehammer (Norvège) la deuxième épreuve de la Coupe du monde de combiné nordique 2015–2016. En fin de saison, il gagne sa deuxième course de l'hiver à Val di Fiemme. Aux Championnats du monde 2017, à Lahti, il remporte deux médailles d'argent dans les épreuves par équipes. Il ne monte sur aucun podium individuel en Coupe du monde cet hiver, ni en 2018, où il loupe la sélection pour les Jeux olympiques de Pyeongchang. 
En 2019, il renoue avec le podium après trois ans de disette avec une deuxième place à Trondheim, lieu même où il obtient son seul top dix de la saison 2019-2020 avec une quatrième place. En 2021, il annonce sa retraite.

## Palmarès

### Jeux olympiques d'hiver
| Épreuve / Édition | Individuel     | Individuel     | Par équipes Grand tremplin |
| Épreuve / Édition | Petit tremplin | Grand tremplin | Par équipes Grand tremplin |
| JO 2014 Sotchi    | Bronze         | 12e            | Or                         |

### Championnats du monde
| Épreuve / Édition           | Individuel     | Individuel     | Par équipes           | Par équipes           |
| Épreuve / Édition           | Petit tremplin | Grand tremplin | Grand tremplin Sprint | Petit tremplin Relais |
| Mondiaux 2013 Val di Fiemme | 10e            | 18e            | -                     | Argent                |
| Mondiaux 2017 Lahti         | 10e            | 11e            | Argent                | Argent                |

### Coupe du monde
- Meilleur classement général : 6e en 2016.
- 11 podiums individuels : 3 victoires, 7 deuxièmes places et 1 troisième place.
- 5 podiums par équipes, dont 3 victoires.

Palmarès à l'issue de la saison 2018-2019

#### Classements en Coupe du monde
| Année     | Classement général final |
| 2010-2011 | 41e                      |
| 2011-2012 | 21e                      |
| 2012-2013 | 18e                      |
| 2013-2014 | 10e                      |
| 2014-2015 | 20e                      |
| 2015-2016 | 6e                       |
| 2016-2017 | 18e                      |
| 2017-2018 | 28e                      |
| 2018-2019 | 15e                      |
| 2019-2020 | 21e                      |
| 2020-2021 | 33e                      |

### Championnat du monde junior
- Tarvisio 2007 : 
  -  Médaille de bronze par équipes HS100/4 × 5 km.

### Grand Prix
- 6e du classement général en 2011.
- 1 podium individuel.

### Coupe du monde B / Coupe continentale
- Meilleur classement général : 2e en 2011.
- 13 podiums individuels, dont 5 victoires.